# Dactylochelifer minor
Dactylochelifer minor es una especie de arácnido del orden Pseudoscorpionida de la familia Cheliferidae.

## Distribución geográfica
Se encuentra en Kazajistán.